# Edifici La Unión y el Fénix (Alacant)
L'Edifici La Unión y el Fénix és un edifici de la ciutat valenciana d'Alacant. Està situat al carrer Sant Ferran.
Va ser construït entre 1941 i 1942 segons el projecte dels arquitectes Juan Vidal i Julio Ruiz Olmos. La planta baixa i l'entresòl d'aquest immoble alberguen locals comercials i els nivells superiors estan destinats a habitatges d'alt estatus. La planta principal, immediatament per sobre de l'entresòl, és la que ocupaven les oficines de la delegació (subdirecció) a Alacant de la companyia d'assegurances La Unión y El Fénix Español.